# Campeonato Paulista 1937
In 1937 werd het 36ste Campeonato Paulista gespeeld voor clubs uit de Braziliaanse staat São Paulo. De Liga Paulista de Foot-Ball was nu nog de enige bond nadat de concurrerende APEA opgeheven werd. 
De competitie werd gespeeld van 13 juni tot 12 december en werd gewonnen door Corinthians. 

## Eerste toernooi
| Plaats | Club                | Wed. | W | G | V | Saldo | Ptn. |
| ------ | ------------------- | ---- | - | - | - | ----- | ---- |
| 1.     | Palestra Itália     | 9    | 8 | 1 | 0 | 27:4  | 17   |
| 2.     | Corinthians         | 9    | 7 | 1 | 1 | 26:9  | 15   |
| 3.     | Santos              | 9    | 4 | 3 | 2 | 23:13 | 11   |
| 4.     | Portuguesa Santista | 9    | 4 | 3 | 2 | 15:11 | 11   |
| 5.     | Estudantes Paulista | 9    | 4 | 1 | 4 | 22:16 | 9    |
| 6.     | Juventus            | 9    | 4 | 1 | 4 | 21:17 | 9    |
| 7.     | São Paulo           | 9    | 4 | 0 | 5 | 8:11  | 8    |
| 8.     | Hespanha            | 9    | 2 | 1 | 6 | 16:25 | 5    |
| 9.     | São Paulo Railway   | 9    | 2 | 1 | 6 | 11:25 | 5    |
| 10.    | Luzitano            | 9    | 0 | 0 | 9 | 5:43  | 0    |

|  | Kampioen |

## Tweede toernooi
De uitslagen van het eerste toernooi tellen evenzeer mee in het tweede.
| Plaats | Club                | Wed. | W  | G | V | Saldo | Ptn. |
| ------ | ------------------- | ---- | -- | - | - | ----- | ---- |
| 1.     | Corinthians         | 14   | 10 | 2 | 2 | 33:14 | 22   |
| 2.     | Palestra Itália     | 14   | 10 | 1 | 3 | 35:12 | 21   |
| 3.     | Portuguesa Santista | 14   | 8  | 3 | 3 | 27:18 | 19   |
| 4.     | Estudantes Paulista | 14   | 7  | 1 | 6 | 33:22 | 15   |
| 5.     | Santos              | 14   | 5  | 4 | 5 | 27:20 | 14   |
| 6.     | Juventus            | 14   | 4  | 3 | 7 | 23:28 | 11   |

|  | Kampioen |

#### Kampioen
| Campeonato Paulista de 1937     |
| São Paulo                       |
| ------------------------------- |
| CORINTHIANS Kampioen (9° titel) |

## Topschutter
| Speler            | Speler | Goals | Club        |
| ----------------- | ------ | ----- | ----------- |
| Vlag van Brazilië | Teleco | 15    | Corinthians |